# Andrij Taran
Andrij Vasyljovyč Taran (ukrajinsky Андрій Васильович Таран; * 4. března 1955 Frankfurt nad Odrou, Německá demokratická republika) je ukrajinský generálporučík a politik. V letech 2020–2021 řídil ministerstvo obrany Ukrajiny. Od roku 2022 působí jako velvyslanec Ukrajiny ve Slovinsku.